# Noële Noblecourt
Pour les articles homonymes, voir Noblecourt.
Noële Noblecourt, parfois orthographié Noëlle Noblecourt, née le 12 décembre 1942 à Alger, est une présentatrice française ; elle officiait à la RTF entre 1961 et 1964 (9e photo en partant du haut, de la page ci-dessous référencée).

## Biographie
Alors qu'elle présente l'émission Télé Dimanche en 1964, Noële Noblecourt fait scandale, le port de sa jupe jugée à l'époque trop courte car laissant apparaître ses genoux. Elle est alors convoquée et licenciée par la chaîne de télévision, signe d’un puritanisme encore vivace dans les années 1960, comme le déplore le magazine Télérama qui mentionne les « deux cents lettres de protestation » reçues par la RTF. Ce renvoi brutal est dénoncé à la quasi-unanimité par les téléspectateurs qui envoient 900 lettres de protestation au magazine Télé 7 jours et plus de 500 à la RTF.  Elle est alors remplacée par Jacqueline Monsigny. 
Dans un ouvrage publié en 1994 et intitulé À vous, Cognacq-Jay ! Les dessous de la radio et de la télévision, Raymond Marcillac revient sur le scandale. Après avoir fait appel à Noële Noblecourt en janvier 1963 pour la présentation de Télé-Dimanche, il affirme avoir mis fin à leur collaboration sur les conseils de ses collaborateurs. La speakerine s'était notamment vue reprocher un manque de professionnalisme et de ponctualité, Marcillac qualifiant les raisons avancées par la presse de « campagne de fausses informations qui dure encore aujourd'hui ».
En 1995, lors d'une interview avec Vincent Perrot, qui l'interroge sur l'affaire des genoux, Noële Noblecourt indique que jusqu'à présent, elle avait laissé dire sans réagir, mais qu'elle est excédée par les différentes versions avancées par son ancien producteur, et en particulier par la remise en cause de son professionnalisme. Elle affirme avoir été en réalité renvoyée le jour même pour avoir refusé de céder aux avances sexuelles de Raymond Marcillac, alors directeur de l'information de la première chaîne,.

## Filmographie

### Cinéma
- 1959 : Les Tripes au soleil
- 1960 : Une fille pour l'été
- 1961 : Qui ose nous accuser?
- 1962 : Le Roi des montagnes : Mademoiselle Fotini
- 1963 : Trois de perdues
- 1964 : Angélique, marquise des anges : Margot (non crédité)
- 1964 : La Dérive
- 1965 : L'Esbrouffe
- 1965 : Le petit monstre
- 1967 : L'homme qui trahit la mafia : L'hôtesse de l'air
- 1967 : La Malédiction de Belphégor : Claude, la journaliste
- 1967 : Le Feu de Dieu : Colette
- 1987 : On se calme et on boit frais à Saint-Tropez : Béatrice Nadaud

### Télévision

#### Séries télévisées
- 1964 : La Caravane Pacouli (de Louis Soulanes) : Agnès Pacouli
- 1964 : Reflets de Cannes : Elle-même* 1965 : Bob Morane
- 1968 : Le comte Yoster a bien l'honneur : Valentina
- 1981 : Histoires extraordinaires : Le Thé

## Théâtre
- 1964 : Mon ami le cambrioleur (Théâtre des Nouveautés)

## Discographie
- Doucement EP 4 titres chez Barclay/Bel Air

## Publication
- 2012 : livre témoignage : C'est rien, c'est juste un cancer, éditions les Grilles d'Or.